# エイチ・エス・フューチャーズ
エイチ・エス・フューチャーズ株式会社 (英語: H.S.FUTURES Co., Ltd.) は、かつて日本に存在した商品先物取引会社である。

## 略歴
- 1959年（昭和34年）
  - 7月29日 - 大阪の商品仲買業者であった「豊栄物産」の支店が独立する形で、福岡市橋口町15において九州豊栄物産株式会社として設立[2]。
  - 9月 - 関門商品取引所の農産物等の仲買・受託業務を開始。
- 1971年（昭和46年）10月 - 株式会社豊栄に社名変更。
- 1973年（昭和48年）1月 - オリエント貿易株式会社に社名変更。
- 1976年（昭和51年）6月 - 大阪三品取引所の錦糸市場の取引許可を取得。
- 1981年（昭和56年）7月 - 明光商品株式会社（大阪）を吸収合併。
- 2002年（平成14年）- 株式会社オリエント・トラディションFX（後に株式会社外為どっとコム）、オリエント証券株式会社を設立。
- 2005年（平成17年）6月22日 - 澤田ホールディングスが全株式を取得。
- 2008年（平成20年）
  - 1月 - 東京都新宿区へ本社を移転。
  - 4月1日 - エイチ・エス・フューチャーズ株式会社に社名変更。
- 2012年（平成24年）- 商品先物取引業の廃止。オンライントレード事業は日産センチュリー証券に譲渡することを発表し、2012年8月に譲渡された[3]。同年9月11日をもって廃業。
- 2015年（平成27年）
  - 7月31日 - 株主総会の決議により解散[4]。
  - 12月1日 - 清算結了。